# Monoclorodifluorometano
Il clorodifluorometano (o monoclorodifluorometano), noto commercialmente anche con le sigle freon 22 o R-22, come fluido refrigerante, è un alometano di formula CHF2Cl.
A temperatura ambiente si presenta come un gas incolore, non infiammabile, dal leggero odore etereo e dolce, poco solubile in acqua. Veniva venduto in bombole come gas liquefatto sotto pressione. Non deve essere confuso con il diclorofluorometano (CHCl2F).
Il clorodifluorometano può essere ottenuto dalla reazione tra cloroformio e acido fluoridrico.
{\displaystyle {\ce {CHCl3 + 2 HF -> CHF2Cl + 2 HCl}}}
Il processo industriale si basa sull'utilizzo di un catalizzatore a base di trifluoruro di bismuto, il quale si ottiene per addizione di acido fluoridrico al tricloruro di bismuto
{\displaystyle {\ce {BiCl3 + 3 HF -> BiF3 + 3 HCl}}}
Il trifluoruro di bismuto, tramite un meccanismo carbocationico, attacca il cloroformio in presenza di acido fluoridrico:
{\displaystyle {\ce {CHCl3 + 2 HF--BiF3 -> CHF2Cl + 2 HCl}}}
Il fluido refrigerante R-22 non è più commercializzabile perché è responsabile del buco dello strato di ozono; dal 2002 non è più possibile impiegarlo negli impianti di climatizzazione di nuova installazione, in cui è stato rimpiazzato in prevalenza dall'R-410A (a sua volta affiancato a partire dagli anni 2010 dall'R-32, che diventerà obbligatorio dal 2025), e dal 2015 è vietata anche la ricarica di impianti pre-esistenti funzionanti ad R-22.
Vi sono ancora alcune difficoltà per avere un sostituto con caratteristiche simili ma senza cloro. Le attuali miscele in commercio contengono isobutano, che negli impianti frigoriferi secca le guarnizioni o-ring, quindi è consigliabile sostituire tali guarnizioni prima del cambio del gas.